# San Fulgencio
San Fulgencio (valencianisch Sant Fulgenci) ist eine Gemeinde im Südosten von Spanien in der Provinz Alicante in der Valencianischen Gemeinschaft. 2024 hatte die Gemeinde 9.433 Einwohner.

## Geografie
Die Gemeinde grenzt an die Gemeinden Daya Vieja, Dolores, Elche, Formentera del Segura, Guardamar del Segura und Rojales.

## Geschichte
Die Geschichte von San Fulgencio begann im 18. Jahrhundert, als D. Luis Antonio de Belluga y Moncada, Bischof von Cartagena, sein Projekt zur Trockenlegung einer Reihe von sumpfigen und unwirtlichen Gebieten in der Nähe der Mündung des Flusses Segura in Angriff nahm, um sie in fruchtbares, landwirtschaftlich nutzbares Land zu verwandeln. Auf diesen Bischof geht auch der Name der Stadt zurück sowie die Tatsache, dass sie seit ihrer Gründung den Status einer Villa Real hat, der ihr von König Felipe V. verliehen wurde. Sie wurde im Jahr 1729 gegründet.

## Demografie
| 1842 | 1900 | 1930 | 1950 | 1970 | 1981 | 1991 | 2001 | 2011 |
| ---- | ---- | ---- | ---- | ---- | ---- | ---- | ---- | ---- |
| 974  | 690  | 1231 | 1506 | 1545 | 1562 | 1591 | 4039 | 9572 |